# Michael Molloy
Michael Molloy (Oughterard, 13 marzo 1938 – Oughterard, 4 settembre 2023) è stato un maratoneta irlandese.

## Palmarès
| Anno | Manifestazione | Sede              | Evento   | Risultato | Prestazione | Note |
| ---- | -------------- | ----------------- | -------- | --------- | ----------- | ---- |
| 1968 | Olimpiadi      | Città del Messico | Maratona | 41º       | 2h48'14"    |      |
| 1969 | Europei        | Atene             | Maratona | 13º       | 2h28'38"    |      |

## Campionati nazionali
1966
- Oro ai campionati irlandesi di maratona - 2h24'45"

1967
- Argento ai campionati irlandesi di maratona - 2h19'22"

1968
- Oro ai campionati irlandesi di maratona - 2h22'52"

1969
- Oro ai campionati irlandesi di maratona - 2h22'30"

1971
- Bronzo ai campionati irlandesi di maratona - 2h16'29"

1977
- 5º ai campionati irlandesi di maratona - 2h23'34"

## Altre competizioni internazionali
1975
- 12º alla Maratona internazionale della pace ( Košice) - 2h18'22"